# Lunar Laser Communications Demonstration

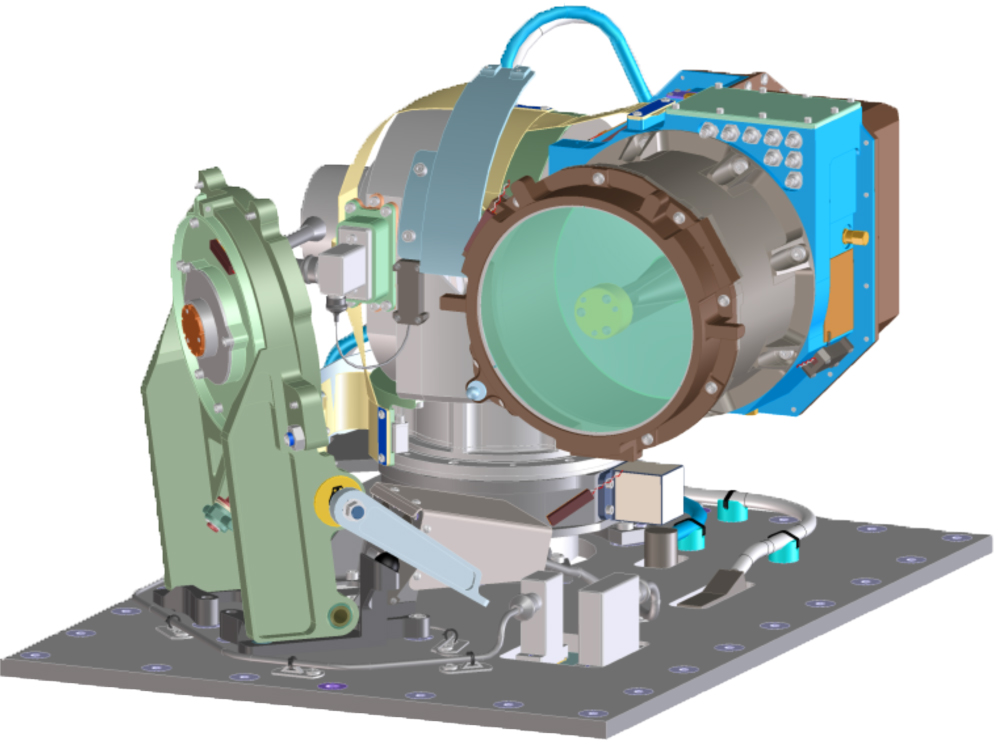
Schéma du module optique installé à bord de LADEE.

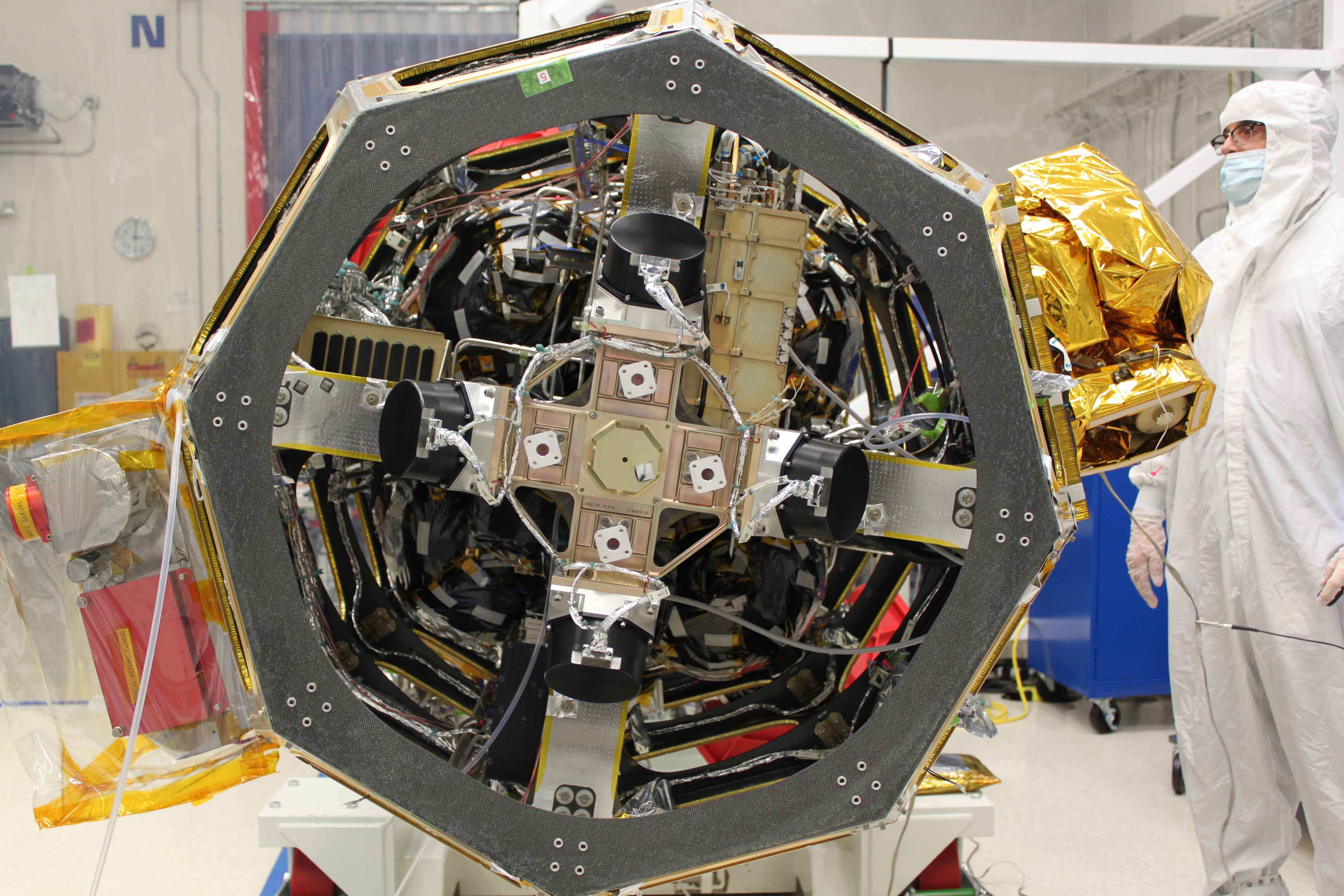
La sonde LADEE vue de dessous. Le composant optique est l'équipement recouvert d'un revêtement doré situé en haut à droite.

Lunar Laser Communicationss Demonstration, le plus souvent désigné par son acronyme LLCD, est un système de communications spatial reposant sur un système optique (laser) installé à bord de la petite sonde spatiale lunaire LADEE de la NASA lancée en 2013. Cet équipement expérimental a été développé par le MIT dans le cadre d'un projet géré par le Centre de vol spatial Goddard. Il a permis de vérifier en octobre et novembre 2013 le fonctionnement et les capacités d'un système optique en échangeant durant 54 sessions de communications des données et des télémesures avec un débit atteignant 311 mégabits/seconde sur la liaison descendante (Lune ⇒ Terre) et 20 mégabits par seconde sur la liaison montante. Par la suite la NASA a développé et testé plusieurs équipements similaires : projets OPALS (2014), LCRD (2021), TBIRD (2022), ILLUMA-T (2023) et Deep Space Optical Communications (2023).

## Contexte

### Avantages des télécommunications optiques
Au cours des décennies qui ont précédé le développement de LLCD, le volume des données transmises par les missions spatiales a augmenté de manière exponentielle et il est prévu que cette croissance se poursuive voire s'accélère. Les échanges de données se font actuellement par ondes radio et micro-ondes mais les fréquences disponibles sont proches de la saturation. L'utilisation d'un système optique (laser) permettra à la NASA de travailler dans des fréquences moins encombrées du spectre électromagnétique. Le recours à un système optique pour les communications entre engin spatial et la Terre permet l'utilisation d'équipements plus efficaces et théoriquement moins couteux. En effet du fait de la longueur des ondes radio, le faisceau émis par un équipement radio d'un satellite placé en orbite autour de la Terre atteint un diamètre de plus de 100 kilomètres au niveau du sol ce qui impose des antennes de réception de grand diamètre. Par contre un équipement optique laser émet des ondes environ 10 000 fois plus courtes et produisent un faisceau étroit. Les transmissions émises sont plus sécurisées et permettent l'utilisation d'antennes beaucoup plus petites pour recevoir la même quantité de données. Ces réduction s'applique également aux antennes du satellite ce qui permet de réduire sa taille, sa masse et l'énergie nécessaire.

### Le démonstrateur technologique LLCD
Au début des années 2010 la technologie nécessaire pour mettre en œuvre un système de communication optique entre l'espace et la Terre tout comme les contraintes opérationnelles sont mal maitrisées. Aussi la NASA décide en 2009 de développer un démonstrateur technologique pour vérifier les capacités d'un système de communications optique laser. Le projet LLCD (Lunar Laser Communications Demonstration) consiste à tester ce mode de communication de manière expérimentale afin de lever les blocages qui empêchent l'utilisation opérationnelle d'un tel équipement. LADEE, une petite sonde spatiale qui doit se placer en orbite autour de la Lune, est choisie pour emporter et tester un équipement optique. Les principaux objectifs de LLCD sont :
- Mettre au point un petit terminal optique embarqué sur des engins spatiaux circulant à des distances relativement proches de la Terre (jusqu'aux points de Lagrange L1 et L2 du système Terre/Soleil soit à une distance maximale de 1,5 million de kilomètres)
- Démontrer la robustesse du système d'acquisition du signal par des équipements terrestres.
- Démonter les capacités d'un système optique entre la Lune et un terminal terrestre avec un débit de 622 mégabits/s (liaison descendante) et 20 mégabits/s (liaison montante).
- Démontrer la précision du système pour la mesure du temps pris par une liaison duplex (erreur < 200 picosecondes).
- Démontrer la capacité d'un équipement terrestre de réception utilisant le comptage de photons.
- Valider une architecture de terminal terrestre à la fois transportable et évolutive.

## Organisation
Le projet LLCD est mené par le centre de vol spatial Goddard (établissement de la NASA) de Greenbelt (Maryland). Son pilotage et son budget relèvent du programme SCaN géré par la direction chargée du programme spatial habité. Le terminal optique installé à bord de LADEE ainsi que les équipements terrestres sont conçus et développés par la Laboratoire Lincoln du Massachusetts Institute of Technology (MIT). Le Jet Propulsion Laboratory et l'agence spatiale européenne ont pris en charge l'adaptation des stations de réception situées respectivement en Californie et en Espagne.

## Caractéristiques techniques

### Terminal embarqué sur la sonde spatiale
Le terminal installé à bord de la sonde spatiale LADEE comprend trois modules : le module optique, le modem et l'électronique de contrôle. Le module optique, qui est placé à l'extérieur de la sonde spatiale, est constitué par un télescope de 10 centimètres d'ouverture qui est stabilisé à l'aide d'une monture disposant de deux degrés de liberté. L'ensemble de l'équipement pèse environ 30 kilogrammes et consomme 90 watts lorsqu'il fonctionne. Du fait de contraintes thermiques et de l'énergie disponible, le terminal ne peut fonctionner que durant 20 à 30 minutes à chaque orbite de 2 heures. Durant une orbite il peut transmettre environ 140 gigaoctets de données.

### Installations terrestres
Trois stations de réception sont utilisées sur Terre. La station de réception principale LLGT ( Lunar Lasercom Ground Termina) est installée à White Sands (Nouveau-Mexique). Deux autres stations sont utilisées lorsque la nébulosité ne permet pas l'usage de LLGT ou pour étendre la plage horaire durant laquelle la liaison est possible avec au moins une station. Ces deux stations sont l'OCTL (Optical Communications Telescope Laboratory) de l'Observatoire de Table Mountain  en Californie et le télescope OGS situé à Tenerife (Espagne) géré par l'Agence spatiale européenne (pour ce dernier la Lune y est visible environ 6 heures avant White Sands).
Le système de réception terrestre, qui est conçu pour être transportable, est constitué d'un ensemble de huit petits télescopes achetés sur étagères, fixés sur un support orientable commun disposant d'un degré de liberté. La réception du signal émis par l'engin spatial est effectuée par quatre télescopes de 40 centimètres d'ouverture. L'émission du signal est réalisée via quatre petits télescopes de 15 centimètres de diamètre.

## Déroulement de l'expérience
La sonde spatiale LADEE est lancée le 6 septembre 2013 et s'insère sur une orbite lunaire quasi équatoriale de 250 kilomètres environ un mois plus tard. L'expérimentation de l'équipement optique se déroule au cours du premier mois qui suit l'arrivée sur la Lune (entre le 17 octobre et le 20 novembre) durant la phase de mise en service de LADEE qui précède la phase de recueil des données scientifiques (ces tests ne devaient pas empiéter sur la mission principale de la sonde spatiale qui consistait à mesurer le champ de gravité lunaire). L'expérimentation a permis de démontrer l'utilité d'un système de télécommunications optique. Les données ont été transmises vers la Terre avec un débit de 622 mégabits par seconde six fois plus important que ce qui peut être obtenu avec un émetteur fonctionnant en bande Ka qui constitue l'équipement radio le plus performant. En liaison montante (Terre vers la Lune) le débit de 20 mégabits par seconde est 1 000 fois plus important que celui permis par les liaisons radio avec la Lune des missions précédentes. Encore plus important, ces tests ont permis de vérifier qu'un équipement optique était fiable et robuste en transmettant les données sans qu'elles soient entachées d'erreurs.

## Suite
En 2014, peu après le projet LLCD, la NASA a testé une liaison optique entre la Station spatiale internationale et une station terrestre avec l'équipement OPALS. En 2023 l'agence spatiale doit tester une liaison optique entre la Station spatiale internationale disposant du terminal ILLUMA-T, un satellite géostationnaire équipé du terminal LCRD et une station de réception terrestre. La sonde spatiale Psyché, qui est lancé en 2023 à destination d'un astéroïde situé au-delà de Mars, emporte le terminal optique DSOC qui permettra de tester les liaisons optiques à de très grandes distances (plusieurs Unités Astronomiques). Le vaisseau Orion de la mission Artemis II emporte un équipement optique (O2O) dérivé de celui mis au point pour la mission LLCD. Un système de transmission optique miniaturisé embarqué sur le CubeSat 6U TBIRD a été testé en 2022. Il est capable de transmettre des données vers une station terrestre avec un débit atteignant 200 mégabits/seconde.